# Јавор (Кладањ)
Јавор је насељено мјесто у општини Кладањ, Босна и Херцеговина.

## Историја
Јавор је до рата у цјелини било у саставу општине Шековићи.

## Становништво
|             | 2013.      | 1991.        | 1981.        | 1971.        | 1961.        |
| Укупно      | 0 (0,000%) | 344 (100,0%) | 396 (100,0%) | 420 (100,0%) | 373 (100,0%) |
| Срби        | –          | 343 (99,71%) | 392 (98,99%) | 419 (99,76%) | 373 (100,0%) |
| Остали      | –          | 1 (0,291%)   | –            | 1 (0,238%)   | –            |
| Југословени | –          | –            | 4 (1,010%)   | –            | –            |